# Сметана, Зденек
Зде́нек Сме́тана (чеш. Zdeněk Smetana; 26 июля 1925, Прага — 25 февраля 2016, там же) — чешский режиссёр, сценарист, художник-мультипликатор, иллюстратор. Наиболее известен по серии короткометражных мультфильмов «Сказки лесных человечков» о Кржемелике и Вахмурке, также «Маленькая волшебница» и о камышовом гноме Ракосничке. Работал в студии мультипликационных и короткометражных фильмов Bratři v triku, а позже в Krátký Film Praha. Ученик чешского художника и иллюстратора Цирила Боуды.

## Биография
Зденек Сметана родился 26 июля 1925 года и вырос в Праге, в районе Жижков. В семье был единственным ребёнком.
Во время немецкой оккупации Чехословакии после закрытия высших учебных заведений изучал художественное мастерство у частных учителей, работал в гравировальном цехе. После войны пошел учиться в университет на учителя изобразительного искусства, однако вскоре бросил учёбу, поскольку в число предметов изучения была введена начертательная геометрия. Одним из его учителей в университете был Цирил Боуда.
В 1946 году пришел в студию Bratři v triku, где проработал почти полвека. Там он получил профессию художника-аниматора. Начинал с мелкой работы — рекламные ролики, агитки о здоровом образе жизни — а затем перешел к анимационным фильмам и режиссуре.
С конца 1960-х, в основном, работает для детского зрителя, создавая мультипликационные сериалы и сказки. Его мультфильмы показывают в популярной в Чехословакии вечерней передаче для детей Večerníček. С конца 1980-х перестает интенсивно работать в ТВ-индустрии и посвящает себя графике.
Умер в возрасте 90 лет после продолжительной болезни в Праге 25 февраля 2016 года.

## Творчество
На счету имеет более 400 анимационных фильмов, из которых четыре — полнометражные. Наиболее знаменитые режиссёрские работы Сметаны в мультипликации — Кржемелик и Вахмурка, Ракосничек, Маленькая волшебница, Radovanovy radovánky. Также снимал фильмы для взрослой аудитории.
Проиллюстрировал около 50 книг, в том числе несколько книг для детей.
Для фильма 1957 года Сотворение мира анимировал сцену, где дьявол танцует рок-н-ролл с Евой.
В 1960-х Зденек под псевдонимом Dennis Smith с группой других чешских художников-аниматоров участвовал в создании 12 серий мультсериала Том и Джерри.

## Премии и награды
Его фильмы номинировались и получили свыше 50 наград на чешских и международных кинофестивалях и показах. Среди них «Лев Святого Марка», «Золотой медведь», премия BAFTA за лучший фильм года. Короткометражный фильм Куб номинировался на золотую пальмовую ветвь и получил приз жюри на Каннском кинофестивале в 1980 году.
Во время церемонии открытия Anifilm в 2014 Зденек Сметана получил премию за свои творческие достижения.

## Избранная фильмография

### Режиссёр
- Láhev a svet, 1963
- Сказки лесных человечков, 1968—1971
- Ромео и Джульетта, 1971
- Куб, 1980
- Кубула и Куба Кубикула, 1986—1987 (по одноимённой повести)
- Маленькая волшебница, 1984
- Radovanovy radovánky, 1989

### Сценарист
- Куб, 1980
- Маленькая волшебница, 1984
- Сказки лесных человечков, 1968—1971

### Художник
- Как Стремянка и Макаронина… 1969
- Кубула и Куба Кубикула, 1986—1987
- Сказки лесных человечков, 1968—1971

## Семья
- Жена — чеш. Věra (умерла в 2012 г.)[8]
- Дочь — чеш. Věra Benešová[7][9]
- Дочь — чеш. Petra[9]